# Санафір
Санафір (араб. جزيرة صنافير) — острів на півночі Червоного моря у Тиранській протоці на схід від острова Тиран. Належить Саудівській Аравії з червня 2017 року. Площа острова —
33 км². Безлюдний.

## Історія
Острови Тиран і Санафір входили до складу Єгипту з 1906 року, коли було укладено угоду між Османською імперією і Єгиптом про передачу Синайського півострова до складу останнього.
Острів був спірною територією між Саудівською Аравією та Єгиптом з 1954 року. На острові розміщувались єгипетські війська, призначення яких була охорона Суецького каналу.
У квітні 2016 року уряди Єгипту і Саудівської Аравії досягли угоди про передачу островів Тиран і Санафір Саудівській Аравії. 24 червня 2017 року президент Єгипту Абдель Фаттах Ас-Сісі ратифікував угоду про демаркацію морського кордону, згідно з яким Саудівській Аравії відходять острови Тиран і Санафір в Червоному морі.